# Tage Schaffer
Tage Schaffer, född 20 augusti 1909 i Stockholm, död 24 maj 1980, var en svensk tjänsteman och musiker. 
Efter studentexamen 1928 studerade Schaffer vid Kungliga Musikaliska akademien 1930–1932. Han anställdes 1932 vid AB Stockholmssystemet, sedermera Nya systemaktiebolaget, och blev 1955 assistent vid inköpsavdelningen där. Han var senare ansvarig för utskänkningstillstånd i Stockholm. 
Schaffer blev medlem av Stockholms kammarorkester 1931, var dess sekreterare 1942–1957 och vice ordförande från 1961. Han var även medlem av Mazerska kvartettsällskapet samt dirigent och solist vid Nationalmuseums konserter.
Schaffer var bosatt i Bromma och gift med pianopedagogen Berit Fåhræus (född 1912, död 1990). De är föräldrar till musikern Janne Schaffer.
Makarna Schaffer är begravda på Norra begravningsplatsen utanför Stockholm.

## Filmografi
- 1979 – Linus eller Tegelhusets hemlighet